# Rotaria ovata
Rotaria ovata is een raderdiertjessoort uit de familie Philodinidae. De wetenschappelijke naam van deze soort is voor het eerst geldig gepubliceerd in 1889 door Anderson.